# Яків Еліашберг
Яків Еліашберг (11 грудня 1946 , Ленінград ) — радянсько-американський математик.

## Біографія
Народився 11 грудня 1946 року у Ленінграді в родині вчених у галузі целюлозно-паперового виробництва — Матвія Герасимовича і Амалії Яківни Еліашберг. Брат фізика Герасима Еліашберга.
Закінчив Ленінградський державний університет, де в 1972 році отримав ступінь кандидата фізмат наук, учень Володимира Рохліна. У цьому ж році отримав премію Ленінградського математичного товариства. З 1972 по 1979 роки викладав у Сиктивкарському державному університеті, з 1980 по 1987 роки працював в групі розробників програмного забезпечення.
В 1988 році Еліашберг переїхав до Сполучених Штатів, і з 1989 року працює професором математики у Стенфордському університеті. В 1986 і в 1998 роках був запрошеним доповідачем на Міжнародних конгресах математиків.

## Нагороди та визнання
- 1973: премія «Молодому математику» Ленінградського математичного товариства[en][8];
- 1986: запрошений доповідач Міжнародного конгресу математиків[9];
- 1995: грант Ґуґґенгайма;
- 1998:  запрошений доповідач Міжнародного конгресу математиків[10];
- 2001: премія Веблена з геометрії[11];
- 2002: член Національної академії наук США;
- 2006: пленарний доповідач Міжнародного конгресу математиків[12];
- 2012: меморіальна лекція Соломона Лефшеца;
- 2012: фелло Американського математичного товариства.[13];
- 2013: премія Гайнца Гопфа[en];
- 2016: премія Крафорда з математики — за розвиток контактної та симплектичної геометрії і топології і новаторських відкриттів явищ жорсткості і гнучкості[14][15]
- 2017: почесний доктор шведського Уппсальського університету;
- 2020: премія Вольфа з математики (спільно з Саймон Дональдсон)[16];
- 2021: член Американської академії мистецтв і наук;
- член Санкт-Петербурзького математичного товариства.[17];

## Доробок
- Combinatorial methods in symplectic topology, Proc. ICM Berkeley 1986, American Mathematical Society 1987, S. 531–539
- Classification of overtwisted contact structures  on 3-manifolds, Inventiones Mathematicae, Band 98, 1989, S. 623–637
- Invariants in contact topology, Proc. ICM Berlin 1998, Band 2
- mit William Thurston: Confoliations. University Lecture Series, 13. American Mathematical Society, 1998
- mit Alexander Givental, Helmut Hofer: Introduction to Symplectic Field Theory, 2000, Arxiv [Архівовано 15 серпня 2020 у Wayback Machine.]
- mit Michail Leonidowitsch Gromow: Convex symplectic manifolds, Proc. Symp. Pure Math., Band 52, Teil 2, 1991, S. 135–162.
- mit Michail Gromow: Lagrangian Intersection theory : Finite dimensional approach, Amer. Math. Soc. Transl. (2), Band 186, 1998, S. 27–118
- mit Michail Gromow: Lagrangian intersections and the stable Morse theory, Boll. Unione Mat. Ital., VII. Ser., B 11 Suppl. 1997, S. 289–326.
- mit  Nikolai M. Mishachev: Introduction to the h-principle, American Mathematical Society 2002